# EHF-Pokal 1999/2000
Am EHF-Pokal 1999/2000 nahmen 30 Handball-Vereinsmannschaften teil, die sich in der vorangegangenen Saison in ihren Heimatligen für den Wettbewerb qualifiziert hatten. Es war die 19. Austragung des EHF-Pokals bzw. des IHF-Pokals. Titelverteidiger war SC Magdeburg. Die Pokalspiele begannen am 2. Oktober 1999, das zweite Finalspiel fand am 29. April 2000 statt. Im Finale konnte sich RK Metković gegen SG Flensburg-Handewitt durchsetzen.

## Modus
Alle Runden inklusive des Finals wurden im K.-o.-System mit Hin- und Rückspiel durchgeführt. Der Wettbewerb startete mit den Sechzehntelfinals mit allerdings nur 14 Spielen. SG Flensburg-Handewitt und SC Magdeburg zogen durch Freilos in das Achtelfinale ein.

## Sechzehntelfinals
Die Hin- und Rückspiele fanden zwischen dem 2. Oktober 1999 und 10. Oktober 1999 statt.
|                          | Gesamt |                           | Hinspiel | Rückspiel |
| ------------------------ | ------ | ------------------------- | -------- | --------- |
| RK Metković              | 46:39  | Pallamano Rubiera         | 24:20    | 22:19     |
| RK Bosna Visoko          | 65:43  | SKA Minsk                 | 31:27    | 34:16     |
| BM Ciudad Real           | 97:28  | HC Mamuli Tbilisi         | 50:11    | 47:17     |
| RK Mladost Bogdanci      | 57:54  | Šiauliai Universitetas    | 34:25    | 23:29     |
| TSV St. Otmar St. Gallen | 58:64  | RK Slovenj Gradec         | 30:27    | 28:37     |
| Lokomotiv Tscheljabinsk  | 37:41  | Panellinios Athen         | 20:24    | 17:17     |
| Viking Stavanger         | 48:39  | HC Linz AG                | 23:14    | 25:25     |
| SC Szeged                | 57:46  | Alingsås HK               | 33:20    | 24:26     |
| Diyarbakir Polis Gucu    | 52:48  | Sporting Neerpelt         | 27:26    | 25:22     |
| Radegast Frýdek-Místek   | 51:57  | RK Lovćen Cetinje         | 28:23    | 23:34     |
| Chambéry Savoie HB       | 45:47  | Académico Basket Clube    | 21:25    | 24:22     |
| KS Warszawianka          | 49:34  | Schachtjor Akademi Donezk | 27:21    | 22:13     |
| GOG Gudme                | 52:44  | Fibrex Săvineşti          | 31:21    | 21:23     |
| HC Berchem               | 41:59  | HV Alsmeer                | 25:31    | 16:28     |

## Achtelfinals
Die Hin- und Rückspiele fanden zwischen dem 13. November 1999 und 21. November 1999 statt.
|                        | Gesamt  |                        | Hinspiel | Rückspiel |
| ---------------------- | ------- | ---------------------- | -------- | --------- |
| RK Bosna Visoko        | 44:48   | RK Metković            | 23:22    | 21:26     |
| RK Mladost Bogdanci    | 47:57   | BM Ciudad Real         | 17:27    | 30:30     |
| RK Slovenj Gradec      | 57:49   | Panellinios Athen      | 32:21    | 25:28     |
| SC Szeged              | 56:56 * | Viking Stavanger       | 31:29    | 25:27     |
| Diyarbakir Polis Gucu  | 44:64   | RK Lovćen Cetinje      | 20:32    | 24:32     |
| Académico Basket Clube | 49:47   | SC Magdeburg           | 26:23    | 23:24     |
| KS Warszawianka        | 46:56   | GOG Gudme              | 22:31    | 24:25     |
| HV Alsmeer             | 41:66   | SG Flensburg-Handewitt | 23:29    | 18:37     |

## Viertelfinals
Die Hin- und Rückspiele fanden zwischen dem 19. Februar 2000 und 27. Februar 2000 statt.
|                        | Gesamt |                   | Hinspiel | Rückspiel |
| ---------------------- | ------ | ----------------- | -------- | --------- |
| RK Metković            | 50:49  | BM Ciudad Real    | 22:20    | 28:29     |
| Viking Stavanger       | 51:62  | RK Slovenj Gradec | 24:31    | 27:31     |
| Académico Basket Clube | 50:46  | RK Lovćen Cetinje | 26:21    | 24:25     |
| SG Flensburg-Handewitt | 52:46  | GOG Gudme         | 28:24    | 24:22     |

## Halbfinals
Die Hinspiele fanden am 18./19. März 2000 statt und die Rückspiele am 26. März 2000.
|                        | Gesamt |                        | Hinspiel | Rückspiel |
| ---------------------- | ------ | ---------------------- | -------- | --------- |
| RK Slovenj Gradec      | 48:50  | RK Metković            | 29:26    | 19:24     |
| Académico Basket Clube | 45:46  | SG Flensburg-Handewitt | 27:23    | 18:23     |

## Finale
Das Hinspiel fand am 22. April 2000 in Metković statt und das Rückspiel am 26. April 2000 in Flensburg.
|             | Gesamt  |                        | Hinspiel | Rückspiel |
| ----------- | ------- | ---------------------- | -------- | --------- |
| RK Metković | 47:47 * | SG Flensburg-Handewitt | 24:22    | 23:25     |